# نوایست
نوایست (کره‌ای: 뉴이스트; انگلیسی: NU'EST; کوتاه شدهٔ New Establish Style Tempo) یک گروه پسرانهٔ کره‌ای است که توسط پلدیس انترتینمنت ایجاد شده و مدیریت می‌شود. این گروه در حال حاضر پنج عضو دارد: جی‌آر، آرون، بک‌هو، مین‌هیون و رن. این گروه در ۱۵ ماری ۲۰۱۲ با تک‌آهنگ «فِیس» فعالیت خود را آغاز کرد.

## اعضا
- جی‌آر (제이알)
- آرون (아론)
- بک‌هو (백호)
- مین‌هیون (민현)
- رن (렌)

## فیلم‌شناسی

### تلویزیون
| سال  | عنوان                      | شبکه          | توضیحات | منابع |
| ---- | -------------------------- | ------------- | ------- | ----- |
| ۲۰۱۲ | ساخت یک ستاره: عملیات فرود | ام‌بی‌سی اوری۱  | ۸ قسمت  |       |
| ۲۰۱۳ | خاطرات ام‌تی‌وی نوایست       | اس‌بی‌اس ام‌تی‌وی | ۵ قسمت  |       |
| ۲۰۱۳ | نوایست عاشق                | ام‌نت          | ۵ قسمت  |       |
| ۲۰۱۴ | شوی رؤیای لاتین نوایست     | ام‌بی‌سی اوری۱  |         |       |
| ۲۰۱۶ | رندگی خصوصی نوایست         | ام‌بی‌سی        | ۴ قسمت  |       |
| ۲۰۱۹ | جادهٔ نوایست                | ام‌نت          | ۴ قسمت  | [ ۲ ] |

### فیلم
- فاصلهٔ آنها (۲۰۱۵)[۳]